# Заводинский, Виктор Григорьевич

### Биография
Виктор Григорьевич Заводинский родился 12 февраля 1946 г. в городе Артеме (Приморский край).
В 1964 г. закончил артемовскую школу №17.
В этом же году поступил в Пермский государственный университет на физический факультет.
В 1969 г. окончил Пермский государственный университет и поступил в аспирантуру в Институт Ядерной Физики Казахской АН, г. Алма-Ата.
В 1972 г. защитил кандидатскую диссертацию в Алма-Ате в объединенном Ученом Совете при Президиума Каз. АН.

В 1973 г. переехал во Владивосток, поступил на работу в Институт автоматики и процессов управления ДВНЦ АН СССР на должность старшего научного сотрудника. Там прошел путь до заведующего лабораторией моделирования наноструктур.
В 1997 году защитил докторскую диссертацию на тему «Атомное и электронное строение нанометровых систем на основе кремния» в Дальневосточном государственном университете.
В 2000 году был приглашен для работы в Германию (Институт проблем микроэлектроники, г. Франкфурт-на-Одере).
В 2001 году завершил работу в Германии и был приглашен в Институт Материаловедения ДВО РАН для развития нового направления «Моделирование свойств материалов».
В 2002 году работал по приглашению в Польше, во Вроцлавском университете.
С 2004 по 2009 годы руководил проектами РФФИ:
- «Формирование и стабилизация наноструктурных керамик на основе диоксида циркония с использованием лазерного излучения и электрических разрядов» 2004-2005.
- «Формирование углеродных наночастиц и нанопокрытий и исследование их взаимодействия с металлами и оксидами металлов» 2006-2007.
- «Исследование закономерностей формирования нитевидных нанокристаллов вольфрама при каталитическом восстановлении вольфраматных систем» 2008-2009.

С 2007 по 2018 года работал директором Института материаловедения ДВО РАН, г. Хабаровск .
В 2008 году присвоено ученое звание профессора по специальности «Физика конденсированного состояния».

### Учителя и наставники
Работу над кандидатской диссертацией выполнял под руководством Якова Елизаровича Генкина, заведующего лабораторией Института Ядерной Физики Казахской АН, автора модели КЛО (коллективных, локальносвязующих и остовных электронов), легшей в основу диссертации.
Последующая научная работа протекала без формального научного руководителя (консультанта), однако направление исследований — моделирование наносистем на основе кремния — было определено под влиянием идей Филиппа Георгиевича Староса, заведующего отделом систем искусственного интеллекта в Институте Автоматики и Процессов управления ДВНЦ АН СССР.

### Диссертации
Кандидатская диссертация на тему «Модель КЛО и некоторые свойства переходных металлов ряда Y-Pd».
Докторская диссертация на тему «Атомная структура и электронное строение наносистем на основе кремния».

### Сфера научных интересов
Основная сфера научных интересов — квантово-механическое моделирование атомной и электронной структуры различных материалов.

В работах В.Г.Заводинского
- теоретически предсказан нанометровый предел толщины диэлектриков на основе оксида кремния в МОП транзисторах, который сейчас экспериментально доказанным;[3]
- показано вместе с соавторами, что перспективным диэлектриком для МОП-приборов является оксид празеодима;[4][5][6]

- изучен механизм стабилизации кубической решетки диоксида циркония;[7]
- показана вместе с соавторами (теоретически и экспериментально) возможность создания стабильных наноструктурных керамик на основе диоксида циркония.[8]

### Членство в общественных и научных организациях
Был членом Диссертационных советов в ДВГУ (Владивосток), ДВГУПС (Хабаровск), Амурском государственном университете (Благовещенск). Также был членом редколлегии журнала Сomputational Nanotechnology   (Москва) и экспертом Министерства науки и образования РФ в научно-технической сфере (свидетельство № 04-00971).

### Участие в подготовке кадров высшей квалификации
Под руководством Виктора Григорьевича защищено пять кандидатских диссертаций и одна докторская (консультант).
1. И.А. Куянов «Кластерное моделирование контакта металл-кремний: системы Al/Si(111) и Au/Si(111)», кандидатская, 1996 г.
2. А.А. Гниденко, «Исследование влияния давления на поведение гелия и водорода в кристаллическом кремнии», кандидатская, 2005 г.
3. Е.А. Михайленко. «Квантово-механическое изучение взаимодействия углеродных наночастиц с кислородом»], кандидатская, 2006 г.
4. А.Н. Чибисов «Атомное строение, электронная структура и упругие свойства наноразмерного диоксида циркония»], кандидатская, 2006 г.
5. М.А. Пугачевский, «Структурно-фазовые превращения в поверхностных слоях Cu, Ni, Mo под действием однократных электрических разрядов», кандидатская, 2006 г.
6. И.А. Куянов «Атомные и электронные процессы на поверхности полупроводников и границах раздела металл-полупроводник»], докторская, 2006 г.
Опубликованы книги учебного характера: 

1. Заводинский В. Г. Компьютерное моделирование наночастиц и наносистем. — М.: Физматлит, 2013. — 176 с. — ISBN 978-5-9221-1397-7.

2. Заводинский В. Г. Квантовое моделирование многоатомных систем без волновых функций. — Германия: LAP LAMBERT AcademicPublishing, 2017. — 56 с. — ISBN 978-3-330-03697-0.

### Публикации
Всего публикаций более 200, ниже приведены основные, последних лет.
1. Заводинский В.Г., Горкуша О.А. О вычислении потенциала в многоатомных системах. Журнал вычислительной математики и математической физики, 2019, 59(2), 325-333.[10]
2. Zavodinsky V.G., Gorkusha O.A. Quantum-mechanical modeling without wave functions. Physics of the Solid States, 2014, 56(11), 2329-2335.[11]
3. Zavodinsky V.G., Gorkusha O.A. A practical way to develop the orbital-free density functional calculations. Physical Science International Journal, 2014, 4(6), 880-890.[12]
4. Zavodinsky V.G. Initial stage of the crack formation in the near-surface region of TiC and WC: Computer experiment at the atomic level. International Journal of Composite Materials, 2014, 4(5): 219-224.[13]
5. Zavodinsky V.G., Gorkusha O.A. A simple physical model of river meandering. Journal of Geography, Environment and Earth Science International: 2014 1(1), 1-8.[14]
6. Zavodinsky V.G., Gorkusha O.A. A new Orbital-Free Approach for Density Functional Modeling of Large Molecules and Nanoparticles. Modeling and Numerical Simulation of Material Science, 2015, 5, 39-47.[15]
7. Zavodinsky V.G., Gorkusha O.A.  Development of the Orbital-Free Density Functional Approach: The Problem of Angles between Covalent Bonds. Modeling and Numerical Simulation of Material Science, 2016, 6, 11-16.[16]
8. Zavodinsky V.G., Gorkusha O.A.Development of an orbital free approach for simulation of multiatomic nanosystems with covalent bonds. NANOSYSTEMS: PHYSICS, CHEMISTRY, MATHEMATICS, 2016, 7 (3), 427–432.[17]
9. Zavodinsky V.G., Gorkusha O.A. Development of the orbital free approach for heteroatomic systems. NANOSYSTEMS: PHYSICS, CHEMISTRY, MATHEMATICS, 2016, 7 (6), 1010–1016.[18]
10. Zavodinsky V.G. Behavior of the H2O molecule on the doped and undoped anatase TiO2 surface: pseudopotential calculations. Journal of Applied Chemical Science International 2017, 8(1),19-21.[19]

### Участие в конференциях в качестве приглашенного докладчика
1. 16-th V.A. Fock Meeting on Quantum, Theoretical and Computational Chemistry. 2018. — ISBN 978-5-91789-261-0.

2. Первая Всероссийская конференция по компьютерному материаловедению. 2023.

### Награды  и звания
- Награжден почетной грамотой Российской академии наук и Профсоюза работников РАН, 1994 г.
- Присвоено почетное звание «Ветеран труда», 2008 г.
- Присвоено звание профессора

### Литературное творчество
Виктор Григорьевич печатался в альманахах «Литературный Владивосток», «Сихотэ-Алинь», «Грань», в журналах «Дальний Восток» и «Литературный меридиан».
Первая книга «Поздний визит» вышла в 1984 году в Москве в издательстве «Современник».
Вторая книга, «Прогноз на завтра» (1987) вышла во Владивостоке, в «Дальиздате».
В хабаровском издательстве «РИОТИП» изданы книги, вобравшие ранние разрозненные публикации «Бегущие по огню» (2009) и «Игры без правил» (2010), а также вышел отдельной книгой роман «Три жизни профессора Зелинского» (2013).
В Сочи вышли книги «Фехтовальщики» (2016), «Банкир Сомов» (2017).
В Новосибирске в издательстве "Академиздат" опубликован роман "Шапка Мономаха" (2023) и рассказы "На синем берегу" (2023).
В 2024 году в московском издательстве "Эдитус" изданы "Птичка-синичка" (стихи и проза) и роман "Однажды на планете Земля".
Иллюстрации к книгам "Фехтовальщики" и "На синем берегу" выполнены художником Александрой Николаенко.
Член Союза Российских писателей.